# Kishuku Gakkou no Juliet
Kishuku Gakkou no Juliet (寄宿学校のジュリエット lit. El internado de Julieta?) es una serie de manga shōnen japonés escrita e ilustrada por Yōsuke Kaneda. Se comenzó la serialización en la revista de Kōdansha Bessatsu Shōnen Magazine en 2015, y se trasladó a la Weekly Shōnen Magazine en 2017. El manga ha sido finalizado con 16 volúmenes tankobon.
El manga es publicado digitalmente en inglés por Kodansha USA bajo la marca Kodansha Comics del 10 de abril de 2018. Una adaptación de novela ligera está escrita por Tadahito Mochizuki e ilustrada por Kaneda, fue publicada por Kodansha en un solo volumen el 9 de febrero de 2017. Una adaptación de la serie de televisión de anime de Liden Films se transmitió entre el 6 de octubre y el 22 de diciembre de 2018, en el bloque de programación de Animeism.

## Argumento

### Ambientación
La historia se desarrolla en un mundo ficticio en el cual naciones conocidas pertenecen a dos campos rivales: la nación de Touwa y el principado de Occidente. La nación de Touwa posee política y costumbres alusivas al Japón feudal, mientras que Occidente se asemeja mucho a Europa y políticamente está regido por una monarquía. A pesar de haberse firmado varios acuerdos de paz entre ambas naciones, estas son meras formalidades, debido a que los habitantes de cada país se aborrecen y rechazan cualquier intento de fraternización. Por otra parte, en la isla Dahlia (que actúa como escenario principal de la historia), que es un territorio neutral destinado a la convivencia entre los dos países, está la Academia Dahlia, una institución escolar a la que asisten estudiantes de ambos países, entre los cuales sigue existiendo un fuerte antagonismo, que a menudo resulta en enfrentamientos violentos.

### Sinopsis
La Academia-Internado Dahlia, un lugar en donde los estudiantes provienen de dos países rivales conocidos como la "Nación de Touwa" y el "Principado de Occidente". Esta academia segrega a su alumnado en dos dormitorios que reflejan su nacionalidad: el "Dormitorio Perros Negros" (黒犬の寮 Black dogs?), que albergan a los habitantes de Touwa y el "Dormitorio Gatos Blancos" (白猫の寮 White cats?), que albergan a los del Oeste. La historia sigue a  Inuzuka Romio el líder de primer año del los "Black Dogs", quien tiene un amor no correspondido hacia Juliet Persia, la líder de primer año de los "White Cat". Inicialmente vacilante, Inuzuka decide confesar su amor y decide cambiar el mundo si eso significa quedarse al lado de Persia. Ella, impresionada por la determinación de Inuzuka, acepta su amor. Sin embargo, ahora tanto Inuzuka como Persia deben trabajar duro para mantener su relación en secreto con otros compañeros de residencia mientras intentan evitar problemas. De este modo, Romio y Juliet comienzan a frecuentarse en secreto, entre episodios de la vida escolar, las frecuentes interferencias de los otros personajes y los intentos de eliminar las hostilidades entre las dos partes y construir un mundo en el que puedan estar juntos.

## Personajes

### Principales
Romio Inuzuka (犬塚 露壬雄 Inuzuka Romio?)
Interpretado por: Yūki Ono
Protagonista. Segundo hijo de la noble familia touwadiana Inuzuka, el hermano pequeño de Airu (prefecto de la academia) y el jefe de los Perros negros. Está enamorado de Juliet Persia desde la infancia, de hecho, siempre trató de protegerla en secreto durante sus enfrentamientos y a quien finalmente pudo declararse durante un duelo, prometiéndole que cambiaría el mundo para que pudiesen estar juntos. Durante su primer año mantuvieron una relación secreta, lo que les obligaba a aparentar que peleaban constantemente y a encontrarse a escondidas en distintos puntos de la academia. Él tiene una idea romántica poco realista de las relaciones, la cual se refleja en sus tímidos y torpes intentos de cortejar a Juliet y en repetidas ocasiones es ridiculizado por otros personajes debido a ello, incluso la misma Juliet piensa que es muy niña a veces por la visión que tiene del romance. Aunque parece un matón y a menudo se comporta como tal, es un chico impulsivo y generoso, siempre dispuesto a apoyar a Juliet y ayudar a sus compañeros, como se puede ver en sus interacciones con Kochō y Teria. No es un estudiante particularmente brillante por lo que suele ser ayudado por Hasuki a la hora de estudiar y tampoco puede nadar, por otro lado tiene una fuerza física extraordinaria, pero a pesar de esto, cuando se fijó como objetivo llegar a ser de los mejores, logró alcanzar el quinto mejor puesto en las notas de su escuela.
Para poder ver a Juliet, idearon un plan en el que ella usando ropa de secundaria de Romio, se disfrazaba de un perro negro.
Decidió unirse al consejo estudiantil para mejorar las relaciones entre "los perros negros" y los "gatos blancos". Para ello, se convirtió en asistente de la prefecto Teria durante su primer año, siendo el primero en tener este rol, y forjando así una gran amistad, pasando por mucho juntos y que a pasar de la torpeza de Teria, quien le provocó más de un problema, Romio siente una gran admiración por ella. Durante el período de vacaciones de Navidad de su primer año llevó a Juliet disfrazada como Julio a Touwa donde conoció a su familia. Durante este periodo Juliet fue descubierta por Airu y Romio lo enfrentó para poder quedarse al lado de Juliet llegando a ganar por primera vez a su hermano y convenciéndole de que confíe en él porque cambiaría el mundo, ganándose así de cierta manera la confianza de este.
Durante su segundo año de escuela, los 'perros negros' lo eligen como su prefecto principal tras todos los esfuerzos de este tras llegar al top de los estudiantes y por su gran trabajo como sirviente de Teria, a pesar de haber sido expuesta su relación con Juliet por parte de Leon durante las votaciones, pero que gracias a su arduo trabajo y al de Juliet consigue el apoyo de sus compañeros liderados por Maru y bajo su liderazgo se realiza el fin de las hostilidades entre las dos facciones rivales del estudiantado, cosa que parecía imposible en un pasado pero que gracias al esfuerzo de ambos pudo cumplirse. Cuando se convirtió en prefecto, una de las primeras cosas que planifico fue que durante el festival deportivo, los equipos fueran mixtos entre los gatos blancos y los perros negros, cosa que se consiguió al enfrentar a los antiguos prefectos y demostrar que ambos lados pueden trabajar juntos, posteriormente se planificó un viaje escolar al oeste, cosa que gracias a Shūna y sus amigos pudieron llevarlo a cabo, puesto que a muchos no les convencía la idea por posibles problemas que podían pasar. Durante el viaje pasaron múltiples problemas,completa de esperar, pero la unión dentro de la academia llevó a los gatos blancos a defender a sus compañeros. Durante el viaje pudo cumplir las promesas que había hecho las cuales fueron crear recuerdos con Hasuki, ayudar a Leon a encontrar a su madre y enfrentó al padre de Juliet para evitar que este los separase, finalmente gracias al esfuerzo de ambos su padre lo acepta y le permite a Juliet volver a la escuela, por último, asistió al baile de presentación de Char siendo su elección para el primer baile, creando un gran revuelo internacional. Tras volver a la academia, continuó con su vida de estudiante, cumpliendo su trabajo como prefecto y siendo sustituido por Shūna quien había sido su sirviente. Al conseguir graduarse, Romio se compromete son Juliet y regresa a Touwa para convertirse en diplomático trabajando junto a su hermano y fomentar la paz entre Touwa y Occidente, finalme se casó con Juliet siendo el nexo de unión entre los dos países siendo los máximos representantes de dicha unión.
Juliet Persia (ジュリエット・ペルシア Jurietto Perushia?)
Interpretado por: Ai Kayano
Protagonista femenina. Hija única de la familia Persia, una familia noble de alto rango en Occidente. Según leyes de Occidente, solo los hombres pueden heredar el rango de nobleza, el hogar corrió el riesgo de perder su estatus noble y Julieta el título de su padre. Esto la motiva desde pequeña a ser más fuerte para que su fuerza e inteligencia no sean menos que la de cualquier otro hombre, lo que la llevó convertirse en una excelente estudiante y la reconocida cabeza de los 'gatos blancos'. Debido a su formación, inicialmente confunde las acciones protectoras de Romio como lástima hacia ella por ser una mujer y por ende siempre le guardó hostilidad hasta que Romio le confiese su amor. Es una hábil espadachina y a su vez, una cocinera mediocre puesto que nunca le enseñaron, siempre se esfuerza por ser perfecta y teme ser considerada débil o incapaz porque es mujer. Ella es la mejor amiga de Char a quien conoce desde niña y quien se ganó su confianza al ser la primera en tratar a la princesa cómo un igual, mientras que Scott es su mano derecha y su admirador uno tras ser sacado por ella de su vida de delincuente. Ella tiene una relación difícil con sus padres debido a la frialdad de su padre y el comportamiento tsundere de la madre. Después de la confesión de Romio, inicialmente es reacia a frecuentar con él y teme que su relación solo pueda causar infelicidad, pero con el tiempo sus sentimientos se fortalecen y Juliet comienza a compartir el objetivo de Romio de construir un mundo en el que estar juntos libremente. Ella está agradecida con Romio porque él la ama a pesar de sus defectos, y al mismo tiempo la insta a mejorar. Para visitar a Romio con más libertad, se viste de chico y se hace pasar por un estudiante de secundaria que pertenece a los "perros negros" llamado Julio. Al hacerlo, tiene la oportunidad de hacerse amigo de los 'perros negros' y aprender sobre la cultura Touwa siendo el primero con el que establece amistad Maru. Con este mismo disfraz acompaña a Romio a Touwa y conoce a su madre y a su "hermana" Shūna. Durante esta estancia, por proteger a Shūna es descubierta por Airu y este la intenta convencer de terminar con Romio, pero por la determinación de este le apoya durante su enfrentamiento contra su hermano.
Se une al consejo estudiantil con el mismo propósito de Romio, se convierte en asistente del prefecto Syeber, en este periodo se encarga de conocer y guiar a los nuevos alumnos de primero, donde está Amelia y a pesar de las dificultades terminan haciéndose buenas amigas y durante su segundo año de escuela es elegida como prefecta principal de los 'gatos blancos' a pesar de haber sido descubierta su relación con Romio por Leon el día de las elecciones, Maru fue el primero en reaccionar, pero al negarse a golpear a un amigo, Maru encabezó el cambio de mentalidad poniéndose del lado de los amantes. Bajo su liderazgo como prefecta, cesan las hostilidades entre los dos grupos y se realiza la unión entre 'gatos blancos' y 'perros negros' con eventos como un festival deportivo mixto (con componentes de ambos lados) y preparando el viaje al oeste, donde con ayuda de Romio, es capaz de cambiar la opinión de su padre y ganándose el respeto y la aceptación que ella quería. Después de graduarse, Juliet se compromete con Romio y regresa a Occidente para suceder a su padre. En el epílogo de la historia, establecida siete años después del final de la escuela, se convirtió en una figura destacada de Occidente como autora de la reforma de los privilegios nobles, y es la primera mujer de Occidente en heredar el título de su padre. Al final de la historia se casa con Romio. 
Hasuki Komai (狛井 蓮季 Komai Hasuki?)
Interpretado por: Ayane Sakura
Ella es mano derecha e amiga de la infancia de Romio. Es una chica muy amable, alegre y activa. Habitualmente habla en tercera persona para referirse a sí misma. De niña, era muy estudiosa e introvertida, pero su amistad con Romio le permitió volverse más extrovertida y hacer otros amigos, por ello, está agradecida con la amistad de Romio y como resultado, se enamora de él. Siempre intenta ayudar a los demás pero sobre todo a Romio. Cuando se entera de que Romio está saliendo con Juliet, inicialmente se siente doblemente traicionada, desaprobaba e  incluso amenazaba a la pareja, pero luego deja de separarlos y reconoce la importancia de sus sentimientos tras ver la determinación y los verdaderos sentimientos de Juliet hacia Romio, descubriendo que lo que sienten el uno por el otro es real. Respecto a lo académico, ella siempre ostenta el segundo lugar, solo por debajo de Juliet y debido a su destreza académica, a menudo dirige sesiones de tutoría intensas para evitar que sus compañeros "Perros Negros" fracasen, especialmente Romio. A pesar de que aceptar que Romio no correspondía sus sentimientos, esto llevó a Hasuki a no estar tan feliz como de costumbre, cosa de la cual se dio cuenta y le movió a investigar, finalmente Hasuki acepta que Romio es su mejor amigo y que no será correspondido su amor pero no le importó porque era feliz estando al lado de su amigo.
Para unirse al consejo estudiantil, ya que quería demostrarle a Romio de lo que era capaz y porque quería ayudar a los demás, se puso al servicio de la prefecto Kochou,participó en las elecciones y se puso del lado de los amantes junto a Char cuando su relación fue expuesta y durante su segundo año de estudios se convirtió en vicepresidenta y tesorera adjunta. Tiene un hermano menor llamado Kogi, quien tiene un complejo de hermana. Durante un viaje escolar en el Principado de Oeste, salió persiguiendo a un carterista y se pierde, estando perdida conoce y se hace amiga de Ragdoll, una afamada actriz y madre de Juliet, quien la muestra parte de la ciudad y la lleva al teatro para que pueda llamar a la residencia y vea de paso el ensallo de la obra. Al ver una actuación de Ragdoll, queda maravillada y decide convertirse en una actriz, es recogida por Romio quien la anima a seguir su nuevo objetivo y le dice que se enorgullece de ella lo que la pone extremadamente feliz. Al terminar el segundo año, su hermano la sucede como prefecto. En el epílogo de la historia, siete años después del final de la escuela, se convirtió en una actriz famosa, con la ayuda de Ragdoll tanto en Touwa como en Oeste. Y asiste junto con su hermano a la boda de su mejor amigo Romio y Juliet. 
Chartreux Westia (シャルトリュー・ウェスティア Sharutoryu Wesutia?)
Interpretado por: Yū Shimamura
Apodada 'Char' por todos, es la primera princesa de Occidente y la mejor amiga de Juliet. Es una niña mimada y exigente con un comportamiento sádico, que trata a las personas como sus esclavas (en especial Scott), y se la conoce como la "Princesa tirana"; la única excepción a su trato habitual es Juliet, a la que llama "Per-chan". Las dos se han hecho amigas desde la infancia, cuando Juliet fue llamada para convertirse en la dama de compañía de Char, Juliet la trató con sinceridad en lugar de la condescendencia que todos reservaban hacia ella. Desde entonces, Char es sobreprotectora con Juliet, ligandose con la obsesión hacia ella llegando a tener una colección de fotos de Juliet escondidas. En un principio, ella veía con preocupación y recelo, la relación de Juliet con Romio e intenta destruirlo chantajeándolo y maltratándolo hasta que finalmente renuncia a aceptar y apoyar a la pareja, ya que esto hace feliz a Juliet. A menudo ella los vigila y hace un seguimiento de su relación, también compite con Romio por las atenciones de Juliet, como en la salida al pueblo donde se enfrentaron por un tiket para lanzar un farolillo con un mensaje al cielo. En su viaje al oeste, ella junto con Inuzuka da un paso a delante para la unió de ambas naciones ya que durante su baile de presentación, ella le ofrece a Inuzuka su primer baile, lo que creó una gran conmoción. Durante el último año de la escuela, para seguir el ejemplo de Romio y hacer feliz a Juliet, regresa a Occidente y, como princesa, se convierte en la portavoz de la reconciliación con los Touwa, manteniendo a Scott a su lado como "mascota"

### Black Doggy House
Airu Inuzuka (犬塚 藍瑠 Inuzuka Airu?)
Interpretado por: Daisuke Ono
El hermano mayor de Romio y el prefecto principal del dormitorio del perro negro. Un estudiante de segundo año, es serio y estricto con los "Perros Negros", especialmente su hermano. También es el jefe de la familia Inuzuka, después de la muerte de su padre se vio obligado a adoptar ese puesto dado que su madre se encontraba en shock por la pérdida y el resto de las ramas inferiores de la familia trataron de aprovechar la oportunidad para conseguir parte de la fortuna de la familia, a pesar de que su objetivo inicial era el proteger a su familia, por lo que debía hacerse más fuerte, con el tiempo su visión inicial se perdió y cambio por hacer todo lo posible para evitar que el nombre de Inuzuka se vea empañado. Sin embargo, él exhibe actos de bondad, particularmente hacia su familia.
Durante las vacaciones, se entera de la identidad de Julio y la relación entre Romio y Julieta. Esto lleva a una confrontación final con Romio, que resulta en la derrota de Airu y revela su admiración por la determinación de Romio de cambiar el mundo, en este punto, su obsesión por defender el nombre del clan Inuzuka cambia y retorna a lo que era en su origen, preocuparse por su familia. A regañadientes acepta a Juliet como su cuñada, pero insiste en que sean cautelosos con su relación.
Se desempeñó como maestro de Leon en el consejo estudiantil durante el periodo de elecciones a prefecto, puesto que para que Romio querįa cumplir su objetivo de cambiar la escuela debía superar la ambición de ella.
Tras las elecciones, comprende que para que Romio cumpla su objetivo tiene que trabajar en equipo con Juliet y los gatos blancos, por lo que con ayuda de los prefectos anteriores, retan a los actuales a una competición deportiva con el objetivo de que estos aprendan a trabajar en equipo, cosa que finalmente consiguen, perdiendo contra Romio y su equipo.
Tras el festival deportivo escolar, este abandona su puesto como prefecto y se gradúa, decidiendo dedicarse a la política, también ayuda a Romio a decidir que hacer al terminar los estudios, por lo que lo convence de volver a su país y cambiarlo volviéndose político y trabajar juntos.
Al final de la historia aparece junto a su hermano durante la boda de este y actualmente, trabaja junto con su hermano con el objetivo de terminar de derribar el muro entre los dos países, muro el cual Airu piensa que la boda será el mayor paso que se dará para cumplir esto.
Kochō Wan (王 胡蝶 Wang Kochō?)
Interpretado por: Rina Hidaka
Uno de los dos prefectos de segundo año del dormitorio de los Perros Negros, y la hermana gemela de Teria. Ella es conocida como la experta en farmacia, con experiencia en medicamentos. A pesar de su pequeña estatura, en realidad tienen 14 años, habiendo saltado las calificaciones debido a su intelecto. Kochou es la más extrovertida de las gemelas. En estos mo Mentos se insinúa que tiene sentimientos por Airu Inuzuka, y con afecto lo llama "A-chan".
Tras conocer a Romio, se hizo buena amiga de él, ayudándolo a convertirse en prefecto. Siempre trata de apoyar el amor que su hermana siente por Romio, invitándolos a pasar tiempo juntos, o creando las situaciones necesarias para que pasen tiempo juntos.
Se desempeñó como maestra de Hasuki en el consejo estudiantil durante el periodo de elecciones a prefecto, a pesar de ello terminó apoyando a Romio a la hora de decidir quién sería el prefecto principal.
En el pequeño periodo que tenía pasó separada de ella se vio que la extrovertida de las hermanas también era un tanto dependiente de su gemela.
Al final de la historia ella trabaja como farmacéutica y se confirman sus sentimientos por Airu Inuzuka, pero Teria nos confirma que Kochō nunca dio el paso, puesto que no se le ha declarado, a lo que Kochō afirma que es vergonzoso para ella. Ella fue quien recibió la invitación a la boda de Romio y Juliet de ella y su hermana informándole y asistiendo juntas como invitadas y amigas de la pareja.
Teria Wan (王 手李亞 Wang Teria?)
Interpretado por: Yui Ogura
Uno de los dos prefectos de segundo año del dormitorio de los Perros Negros, y la hermana gemela de Kochou. Ella es conocida como la experta en ingeniería, con experiencia en maquinaria. A pesar de su pequeña estatura, en realidad tienen 14 años, habiendo saltado las calificaciones debido a su intelecto. Sin embargo, Teria solo se unió para poder estar al lado de su hermana. Teria es tímida y habla con voz suave, pero está dispuesta a asumir el reto de ayudar a los demás. Con el objetivo de convertirse en prefecto Romio ayudó a Teria como su sirviente (previamente la ayudó dado el carácter amable de Romio), por la actitud de Romio, la tímida Teria se enamora de él y su hermana la empuja a ser más proactiva con respecto a Romio.
Se desempeñó como maestra de Romio en el consejo estudiantil durante el periodo de elecciones a prefecto, puesto que él era su sirviente (además de un preciado amigo y el interés romántico de Teria).
Durante su tercer año, ella asistió tres meses a la universidad de Touwa para realizar unas prácticas, para lo que opta por cambiar de actitud con el objetivo de que Romio no se preocupara por ella, tras algunos fallos en su plan, Romio le afirma lo orgulloso que está de Teria y la admiración que tiene por ella, llenando a la pequeña Teria de determinación y permitiéndole afrontar su reto sin problema, a pesar del miedo que tenía al principio.
Al final de la historia, Teria trabaja como ingeniera robótica, también se ve que ha superado su amor por Romio, alegrando se por la boda de este con Juliet, a la cual asistió junto con su hermana Kochō.
Chizuru Maru (丸流 千鶴 Maru Chizuru?)
Interpretado por: Tomokazu Sugita
Uno de los tres delincuentes de los Perros Negros. Se lo describe como un extremista por la causa del "Perro Negro", despreciando a los "Gatos Blancos", por otro lado él a pesar de ser violento y actuar de forma borde, se denota un aire tsundere que hace que no sea sincero. Él, Tosa y Kohitsuji intentaron atacar a Juliet cuando estaba sola, pero Romio la salvó, lo que provocó los acontecimientos que llevaron a Romio a confesar su amor por Juliet. No le gusta Romio y es muy reacio a ayudar a los demás. Maru está enamorado del alter ego de Juliet's Black Dog, "Julio", y al final aprendió su género aunque no sabe que "Julio" es Juliet disfrazada (al menos en ese entonces).
Durante el periodo de las elecciones a prefecto, descubre que su amada "Julio", es Juliet y que está en una relación con Inuzuka (el cual es el rival de Maru, según lo explican Tosa y Kohitsuji), este ataca a Inuzuca por traidor y luego ataca a Juliet, pero está al negarse a atacarle y decirle que al ser su primer amigo perro negro es importante para ella, Maru se pone del lado de los amantes, iniciando el cambio de posición de sus compañeros.
Durante el viaje escolar a West, estrecha relación con Juliet y por rebote con Inuzuka y siendo uno de los pilares principales de apoyo a la hora de tratar que Juliet vuelva a la academia tras la prohibición de su padre (el padre de Juliet).
Al final de la historia, trabaja como ejecutivo bancario y aunque sus amigos afirman que el no asistiría a la boda de Romio y Juliet, termina presentándose pero no se relaciona con ellos, puesto que le da apuro por su actitud tímida. El es el que impide que Scott haga alguna tontería en la boda.
Kento Tosa (土佐 健斗 Tosa Kento?)
Interpretado por: Yoshimasa Hosoya
Uno de los tres delincuentes de los Perros Negros. Se le considera el tonto del grupo. Es un tipo grande y musculoso y de buen corazón.
Al final de la historia se muestra que entró al ejército y asiste a la boda de los amantes como invitado.
Eigo Kohitsuji (古羊 英悟 Kohitsuji Eigo?)
Interpretado por: Hiro Shimono
Uno de los tres delincuentes de los Perros Negros. Es el más pervertido del grupo, a menudo compartiendo sus revistas pornográficas con otros (considera a Inuzuca como su compañero de pechos). Al terminar la escuela, quiso empezar a trabajar como fotógrafo de Gravure Idol, no lo consiguió.
Al final de la historia, él está trabajando como fotógrafo para una revista de fisicoculturismo, a pesar de no ser su primera opción de trabajo, le disgusta. Asiste a la boda de los amantes como invitado.
Shūna Inuzuka (犬塚 朱奈 Inuzuka Shūna?)
Un miembro de 15 años de una rama de la familia Inuzuka y sirve como ama de llaves de la familia. Hasuki dice que es el "perro guardián de la Casa Inuzuka", y es considerada una maestra en el manejo del armamento de Touwa, especialmente la Naginata. Ella también tiene fuertes habilidades domésticas y a menudo ayuda con las tareas domésticas.
Inicialmente ella ingresoo en el hogar desde una edad temprana puesto a las dificultades económicas de sus padres, a lo largo de su infancia, a pesar de ella adoptar una actitud de sirvienta y maestro con Romio, pero éste le indica que no la ve como una sirvienta, sino que tras todo este tiempo juntos, él la ve como su hermana pequeña, esto se lo dijo a la vez que le obsequiaba con una horquilla, la cual Shūna lleva desde entonces y es su mayor posesión, y viendo a Romio como una figura de hermano mayor, a pesar de esto, no puede evitar ser sobre protectora con su hermano mayor y como resultado, ella se vuelve muy agresiva y no se detendrá ante nada para cazar a quienes amenazan a Romio, pero poco a poco, ella por petición de Romio, empieza a controlar esos impulsos, puesto que Romio quiere que ella lleve una vida más normal. Durante su estancia en Touwa, Juliet, disfrazada como Julio, piensa que Shūna tiene sentimientos por Romio, por lo que se lo pregunta directamente, a la que está le responde que si, pero que solo son los sentimientos de admiración y cariño que tiene una hermana menor por su hermano mayor.
Ella comienza a asistir a Dahlia Boarding School como estudiante de primer año después de que sus padres pudiesen ahorrar lo suficiente como para que su hija pueda optar a una buena esucación. Al principio Shūna, estaba completamente entusiasmada por ir a la escuela, pero puesto que nunca había asistido, tuvo problemas para socializar, pero gracias a los esfuerzos de Romio, ella fue aceptada por los perros negros.
Durante la etapa de las elecciones a prefecto, Shūna ayudó a Romio en lo que pudo pero al momento de enterarse de su relación con Juliet el día de las votaciones, ella entró en shock por un periodo corto de tiempo, pero al final se pone el lado de su hermano.
Tras el cambio realizado por Romio y Juliet, ella devuelve gran amiga de Kōugi Komai, líder de los perros negros de secundaria y hermano de Hasuki, y de Amelia Muro, líder de los gatos blancos. Junto con ellos se convirtió en sirviente de los prefectos, siendo ella la de su hermano Romio, tras el retiro de estos ella se convierte en prefecta.
Al final de la historia, ella se graduó y trabaja como oficial de policía. Asistió a la boda de Romio como parte de los invitados al ser familiar de este.
Leon Inugami (狗神 玲音 Inugami Reon?)
Un miembro de los "Perros Negros" y un conocido de la infancia de Romio y Hasuki. Ella quiere destruir totalmente cualquier contacto entre los "gatos blancos" y los "perros negros" y apoya la segregación de dos facciones, ella es muy amable con los niños y tiene dos hermanos pequeños a los que cuida y quiere más que a nada. Nacida de madre occidental y padre de Touwan, su odio hacia los "gatos blancos" se deriva del trauma de la separación de sus padres a una edad temprana y posteriormente al ir en busca de su madre, ser expulsada e insultada por su abuela, quien la rechaza por el hecho de ser mestiza, es informada de que su madre se ha vuelto a casar y que la rechaza como su hija, lo que le hizo odiar a los occidentales y quiere evitar que nadie más sufra su mismo destino, separando ambas naciones para evitar esto. A lo largo de la serie, ella desarrolla un odio hacia Inuzuka por su deseo de coexistir con los "gatos blancos". 
Con su objetivo en mente se pone al servucio de Airu Inuzuka Durante las elecciones, quien la acepta por su gran determinación. Durante las votaciones a prefecto, se alía con los radicales de la casa de los perros negros y crea un incidente que lleva a herir a Sieber forzando así una lucha entre los jefes prefectos de cada casa, terminando por revelar la relación de Romio y Juliet, además de que Juliet es Julio. A pesar de toda la conmoción ambas casas se ponen del lado de los amantes, quedando solo junto a ella los radicales, al final fue castigada una semana recluida por sus acciones.
Tras las elecciones, ella se disponía a desertar de la escuela, fue emboscada por los extremistas quienes también habían sido castigados, avisado por los hermanos de Leon, Romio la ayuda y la invita a ser prefecta ya que quiere ayudarla a que tenga un lugar en la que ella sea aceptada.A pesar de su reticencia, decide presentarse a los discursos donde ante sus compañeros, quienes tras lo sucedido lqa tenían en muy baja estima, cuenta su historia y su nuevo objetivo, el querer un lugar donde ser aceptada a pesar de ser mestiza, convirtiéndose así en prefecta y como su nuevo yo, también decide cambiar de estilo.
Durante el viaje escolar y gracias a la ayuda de Romio, se reencuentra con su madre y consigue arreglar todo con ella.
Al final de la historia, se convierte en profesora en la academia donde estudió y asiste como invitada a la boda de Romio y Juliet.
Kōugi Komai (狛井 晃葵 Komai Kougi?)
El líder de la División de Escuelas Secundarias de los "Perros Negros" y el hermano pequeño de Hasuki. Un estudiante de tercer año de secundaria, tiene un comportamiento fuerte a pesar de su pequeña estatura. Él es muy protector con su hermana mayor y cazará a los que se atreven a hacerle daño, especialmente a Romio, tiene "complejo de hermana".
Sucede a Romio durante el nuevo período y se convierte en el líder de la división de 1.er año de escuela secundaria de los "Perros Negros". A pesar del mal comienzo, empieza a apoyar a Romio al ver que él es justo con sus acciones ganándole algo de respeto.
Durante las elecciones a prefecto, anima a los de primero a apoyar a Inuzuka y tras la reforma se vuelve muy amigo de Amelia, su antigua enemigo y rival y de Shūna, con quienes se vuelve sirviente de su hermana y la reemplaza como prefecto.
Al final del manga, él está preparándose para ser sacerdote en el templo familiar, se dice que creció un poco más cuando Amelia se burla de él y asiste a la boda de Romio y Juliet como invitado acompañado de su hermana.
Shizuka Shishi (獅子 静香 Shishi Shizuka?)
Interpretado por: Riho Iida
Uno de los buenos amigos de Hasuki.
Nia Pomera (歩米良 仁愛 Pomera Nia?)
Interpretado por: Kaede Hondo
Uno de los buenos amigos de Hasuki.
Maestro de la Casa del Perro Negro (ブラックドギーハウスマスタ Burakku Dogii Hausumasutaa?)
Interpretado por: Takaya Kuroda
El director de la casa del "perro negro". Es un hombre de gran tamaño y bastante intimidante pero a pesar de esto es tímido cuando habla en público y, a menudo, habla con una voz indistinguible, lo que hace que nadie sea capaz de entenderlo. Sin embargo, habla claramente cuando insulte a la directora de "Gato blanco".

### White Cats
Scott Fold (スコット・フォールド Sukotto Fōrudo?)
Interpretado por: Hiroshi Kamiya
La mano derecha de Juliet. Un compañero de 1.er año, está enamorado de Juliet. En el pasado era un delincuente que causaba problemas en el campus, pero tras la intervención de Juliet, este quedó completamente enamorado, por lo que decidió cambiar y se volvió el fan número uno de Juliet y su más fiel "sirviente". Como resultado, a menudo se lo ve acosando a Juliet, siguiéndola desde la distancia, denotando un aire de acosador que muchas veces es evitado por Romio o Char, quienes habitualmente también la siguen. A la vuelta de la princesa Chartreuse este se convierte en un blanco de sus tendencias sádicas ya que lo trata como su mascota.
Con el objetivo de poder ayudar a Juliet y pasar más tiempo juntos, se convierte en sirviente bajo el cuidado de Rex, tras arrebatarle el puesto a Somali al derrotarla en un combate, ya que Scott tenía tal voluntad que le impedía rendirse, llevándola al límite de su resistencia y no pudo con el cansancio, teniendo así Scott la victoria.
Durante las elecciones se entera de la relación de Juliet con Romio y a pesar de que se oponga a esta, le da su voto a Juliet y se pone de su lado.
En su periodo como prefecto y a pesar de su rivalidad y enemistad con Romio, trabajan juntos para derrotar a los anteriores prefectos, dando el pase decisivo.
Actualmente sigue siendo el perrito de la princesa Char y sigue obsesionado con Juliet, por lo que al enterarse de la boda,se presenta con la intención de evitarla, pero es detenido por Maru.
Aby Ssinia (アビ・シニア Abi Shinia?)
Interpretado por: Shinnosuke Tachibana
Un estudiante de primer año y una figura popular dentro de los "gatos blancos". Inicialmente proveniente de un estado más bajo, fue acosado cuando era niño junto con Somali. Pretende convertirse en un prefecto para demostrar su valía y ganarse la admiración de los demás. Con este 
fin, recurrió a tácticas clandestinas en todo el Festival deportivo para derrotar tanto a Romio como a Juliet, cuya popularidad amenaza su objetivo, pero fue descubierto y por ello fue expulsado del dormitorio y perdió todo lo que tenía.
Tras su caída, rechaza el estar con Somali al no creerse digno de estar con ella, aunque Somali lo entiende al revés y cree que es ella la indigna. Durante el concurso de belleza de la academia, se disculpa con ella y vuelven a estar juntos como un apoyo mutuo.
Con el objetivo de llegar a la cima, se convierte en sirviente bajo el cuidado de Cait.
Durante las elecciones, el explica su admiración por Somali debido a su pasado y cuando se descubrió a los amantes, se puso del lado de estos puesto que estaba en deuda con ellos.
Al final de la historia trabaja como activista y se ve que se ha casado con Somali y tienen dos hijas descubriendo esto cuando Hasuki les pregunta al reencontrarse en la boda de Romio y Juliet.
Somali Longhaired (ソマリ・ロングヘアード Somari Ronguheādo?)
Interpretado por: Eri Kitamura
Una estudiante de primer año, Somali posee una fuerza sobrehumana y tiene una actitud despreocupada y feliz. Fue acosada por compañeros de clase cuando era más joven junto con Aby, ganándose su respeto desde pequeños, puesto que a pesar de la sonrisa estúpida (palabras dicha por Aby) que siempre ponía ante la gente, ella se sentía triste por qué no la trataban bien y lloraba cuando estaba sola, pero demostrando toda su fortaleza frente a los demás. Como resultado de su atracción hacia Aby, ella también buscó convertirse en prefecta y recibe órdenes de Aby, sin importar lo poco que estén. Ella se preocupa profundamente por Aby y aspira a convertirse en una mujer digna de él. Ella no es tan condescendiente como la mayoría de los miembros de los White Cats hacia los Black Dogs y parece ser consciente de la relación entre Romio y Juliet, todo esto puesto que durante el concurso de belleza, fue ayudada por ellos (a pesar de que Romio estaba disfrazado, ella se dio cuenta) para recuperar el afecto de Aby.
Ella fue inicialmente la sirvienta de Rex, pero ante la petición de Scott aceptó un duelo contra él, siendo derrotada a pesar de ser mucho más fuerte que él, ya que por más golpes que daba, Scott no se rendía llegando a quedar agotada y retirándose al no poder continuar por cansancio.
Durante el resto del su periodo escolar siguió cerca de Aby y al terminar la escuela, se casa con él y tienen dos niñas.
Al final de la historia trabaja como luchadora profesional y junto a Aby y sus hijas asiste a la boda de los amantes.
Cait Sith (ケット シィ Ketto Shii?)
Interpretado por: Kazuyuki Okitsu
Alumno de segundo año y el prefecto principal del "Dormitorio de los gatos blancos". Tiene una actitud relajada hacia los asuntos estudiantiles y es un fanático del humor pervertido, humor que demuestra en su primera intervención durante el cumpleaños de Juliet, ante el avance de Romio. Como resultado, a menudo se encuentra al final de la disciplina de Sieber, quien no duda en reprenderlo o golpearlo con el fin de que madure y cambie su actitud. Sin embargo, a pesar de su usual actitud, él es muy perceptivo y se vuelve serio si la situación lo requiere, como se muestra cuando Sieber fue herido durante las elecciones, puesto que a pesar de su forma de ser, para él Sieber es la persona más importante y no duda cuando se trata de defenderla.
Se desempeñó como maestro de Aby durante el periodo de elecciones a prefecto de la academia.
Posteriormente trabaja junto los otros prefectos para enfrentar a sus sucesores en el festival deportivo.
Al final de la historia trabaja como pediatra, pero no ha abandonado su humor de mal gusto por lo que sigue siendo reprendido por Sieber. Asiste a la boda de Romio y Juliet y demuestra que siente amor por Sieber.
Anne Sieber (アン・サイベル An Saiberu?)
Interpretado por: Sumire Uesaka
Es la secretaría por el lado de los gatos blancos del consejo estudiantil y uno de los prefectos. Estudiante de segundo año, es estricta e intransigente y valora el trabajo arduo y la dedicación de los demás. Ella tiene una debilidad hacia las cosas que considera lindas, cosa que le cuesta admitir y que al ser descubierta por Inuzuka, se lo recrimina y lo golpea.
Durante el primer festival deportivo de la academia, ella junto a Romio y Juliet se encargó de supervisar los preparativos, llegando a despedir a Romio por su falta de interés, pero que al ser regalo por él, llegó a enfrentarlo en una competencia de construcción y lo volvió a aceptar como supervisor. A pesar de esto, Romio descubrió su debilidad ante las cosas lindas.
Se desempeñó como maestra de Juliet en el consejo estudiantil y les apoyó cuando estos fueron descubiertos.
Al final de la historia, se la ve trabajando junto a Cait como su enfermera (ya que el es pediatra) y asiste junto a él a la boda de Romio y Juliet. Al terminar Cait le dice que deberían casarse a lo que ella le da una negativa mientras él no se lo pida en serio, demostrando que ella está enamorada de Cait.
Journey Rex (ジャーニー・レックス Jānī Rekkusu?)
Interpretado por: Takanori Hoshino
Estudiante de segundo año y uno de los prefectos de "Gatos Blancos". Rex es un hombre muy musculoso y tiene la obsesión de querer ser fuerte y lindo al mismo tiempo. Debido a esto, se viste con ropa femenina, puesto que considera que esto lo hace ver más lindo. No tolerará a aquellos que se burlan de su apariencia y tiene un gran respeto por aquellos que cumplen con sus creencias.
Se desempeñó como maestro de Scott en el consejo estudiantil, a quien aceptó tras ver su determinación cuando enfrentó a Somali, obligándolo a llevar un vestido a juego con el suyo.
Al final de la historia trabaja como diseñador de ropa estilo lolita, la cual es un total éxito y asiste como invitado a la boda de Romio y Juliet.
Amelia Karl (アメリア・カール Ameria Kaaru?)
Un estudiante introducido durante el nuevo año y es júnior de Juliet. Ella también es la hija de la ama de casa de "El gato blanco". Sucede a la posición de Juliet y es la nueva líder de la división de 1.er año de la escuela secundaria de los "gatos blancos". A ella le gusta vestirse con ropa de estilo gyaru, que va en contra de los deseos de su madre. Fue guiada por Juliet, a quien se le encargó su clase, pero Amelia se negaba a socializar con ella. Durante la excursión fue "engañada" por Juliet, quien se vistió estilo gyaru para acercarse a ella quien se refiere cariñosamente a Julieta como "Juli". Al final descubrió a Juliet por su madre, pero puesto que Juliet demuestra que las promesas están por encima de algunas normas, Amelia se vuelve muy cercana a "Juli"
Durante el nuevo año, ella se convirtió en la sirvienta de Juliet y posteriormente la sucedió como prefecto. Es gran amiga de Shūna y de Kōugi.
Al final de la historia, se ve que ella se ha convertido en una modelo y asiste a la boda de Romio y Juliet como invitada.
Ama de casa del gato blanco (ホワイトキャッツハウスミストレス Howaito Kyātsu Hausumisutoresu?)
Interpretado por: Akiko Kimura
La directora de la casa de "El gato blanco" y la madre de Amelia. Ella tiene una gran disciplina y silenciará a aquellos que perturban la orientación de los estudiantes. Aunque a menudo conserva una actitud calmada en público, actuará de manera vulgar e intercambiará insultos cuando sea provocada, especialmente con el maestro de casa "Perro Negro". Debido a su disciplina intenta imponer su forma de pensar a su hija, pero finalmente parece que la tolera de mejor manera tal y como es a pesar de que no la guste en exceso, pero prefiere comprender a su hija antes que poder perderla.

### Otros personajes
Turkish Persia (ターキッシュ・ペルシア Tākisshu Perusia?)
Interpretado por: Eiji Takemoto
El padre de Julieta y un noble de occidente. Él actúa fríamente hacia su hija mientras ella se esfuerza por obtener su aprobación. Se revela que una vez tuvo una relación romántica con Chiwa durante la escuela secundaria, pero se vio obligado a romperla debido a la presión ejercida por el resto de los estudiantes y a abandonar la academia y estuvo a punto de perder su título nobiliario. Chiwa comento que era muy romántico con ella y le tenía miedo a las alturas. Durante la recta final, al enterarse de que su hija estaba en una relación con Romio, decidió sacarla de la academia para evitar que a su hija le pasase lo mismo que a él, enfrentando tanto a Romio como a Juliet en duelo con el objetivo de separarlos. Él afirmaba que se arrepentía de su relación con Chiwa, pero resulta que no era por él, sino que se arrepentía ya que pensaba que ella había pasado lo mismo que él, pero al descubrir que ella había sido feliz su actitud cambia de opinión y le permite a Juliet volver a la academia. Actualmente trabaja junto con su hija para remodelar la sociedad del oeste.
Chiwa Inuzuka (犬塚 千和 Inuzuka Chiwa?)
La madre de Romio y exalumna de la Academia Dahlia. Ella tiene una personalidad sensata pero es buena voluntad, cuidando profundamente a su familia. Estaba en una relación romántica con Turkish durante la escuela secundaria, pero fue rechazada una vez que su relación se hizo pública. Como resultado, su relación terminó y se vio obligada a abandonar la academia. Sin embargo, no se arrepiente de su relación y sigue atesorando esos recuerdos. Antes de abandonar la academia, ella había dejado un diario de intercambio junto con Turkish, que luego Juliet descubriría. Cuando se enteró de la relación entre Juliet, la apoyó y defendió animando a Romio a seguir lo que siente. 
Ragdoll Persia (ラグドール・ペルシア Ragudōru Perusia?)
La madre de Julieta y una alumna de la Academia Dahlia. Es una persona muy estricta, pero se preocupa profundamente por el bienestar de su hija. Ella actúa de manera tsundere cuando se dirige a Juliet, debido a que pensaba que si la consentía Juliet se volvería débil. Cuando conoció a Romio fue hostil con él debido a que durante el festival deportivo toco uno de los pechos de su hija. Se insinúa que ella puede saber de la relación de Inuzuka y su hija, debido a que le dijo "Un gato blanco y un perro negro hace tiempo tuvieron un romance" y que tenga cuidado. Durante el viaje de la academia al oeste, conoce a Hasuki quien se había perdido, la enseña la ciudad y la invita al teatro, al ver que la fascinó la anima a ser actriz. Durante la reclusión de su hija cuando iba a ser sacada de la academia, al ver que los estudiantes fueron a buscar a su hija, les dejó entrar. Actualmente sigue actuando y ayuda a Hasuki con su carrera de actriz.
Shiba Inuzuka (犬塚 柴 Inuzuka Shiba?)
Es el padre de Romio y Airu, el cual murió cuando estos eran niños, por lo que Airu tomo su puesto como jefe de la familia Inuzuka. Se dice que amaba los baños largos. Siendo que antes de morir dejó una carta para cada uno de sus hijos que definió su forma de pensar.

## Media

### Manga
Kishuku Gakkou no Juliet está escrito e ilustrado por Yōsuke Kaneda. La serie de manga comenzó la serialización en el octavo número  de Kodansha de Bessatsu Shōnen Magazine en 2015 (con el one-shot que debutó la serie en el primer número de 2015), antes de pasar a la revista Weekly Shōnen en 2017. Hasta el 17 de octubre de 2018, se han compilado diez volúmenes en formato tankōbon. 
| N.º | Fecha de lanzamiento     | ISBN original                                                              |
| --- | ------------------------ | -------------------------------------------------------------------------- |
| 1   | 9 de noviembre de 2015   | ISBN 978-4-06-395526-2                                                     |
| 2   | 8 de abril de 2016       | ISBN 978-4-06-395641-2                                                     |
| 3   | 9 de septiembre de 2016  | ISBN 978-4-06-395751-8                                                     |
| 4   | 9 de febrero de 2017     | ISBN 978-4-06-395862-1                                                     |
| 5   | 9 de agosto de 2017      | ISBN 978-4-06-510101-8 (Ed. regular) ISBN 978-4-06-510224-4 (Ed. limitada) |
| 6   | 15 de diciembre de 2017  | ISBN 978-4-06-510545-0                                                     |
| 7   | 16 de marzo de 2018      | ISBN 978-4-06-511071-3                                                     |
| 8   | 15 de junio de 2018      | ISBN 978-4-06-511613-5                                                     |
| 9   | 14 de septiembre de 2018 | ISBN 978-4-06-512604-2 (Ed. regular) ISBN 978-4-06-513071-1 (Ed. limitada) |
| 10  | 17 de octubre de 2018    | ISBN 978-4-06-512995-1                                                     |
| 11  | 17 de diciembre de 2018  | ISBN 978-4-06-513488-7 (Ed. regular) ISBN 978-4-06-514689-7 (Ed. especial) |
| 12  | 15 de febrero de 2019    | ISBN 978-4-06-514128-1                                                     |
| 13  | 17 de mayo de 2019       | ISBN 978-4-06-514886-0                                                     |
| 14  | 17 de julio de 2019      | ISBN 978-4-06-515311-6                                                     |
| 15  | 17 de septiembre de 2019 | ISBN 978-4-06-516450-1                                                     |
| 16  | 15 de noviembre de 2019  | ISBN 978-4-06-517359-6 (Ed. regular) ISBN 978-4-06-517632-0 (Ed. especial) |

### Anime
Una adaptación a serie de televisión de anime se anunció en marzo de 2018. La serie de anime está dirigida por Seiki Takuno y animada por el estudio Liden Films, con Takao Yoshioka escribiendo los guiones, Yūki Morimoto diseñando los personajes y Masaru Yokoyama componiendo la música. La serie se emitió del 6 de octubre al 22 de diciembre de 2018, durante el bloque de programación de Animeism en MBS, TBS, BS-TBS. La serie se transmitió en Amazon Prime Video en Japón y otros mercados además de China. El tema de apertura de la serie titulado "Love With You" es interpretado por fripSide, y el tema de cierre titulado "Itsuka Sekai ga Kawaru Made" es interpretado por Riho Iida. La serie duró 12 episodios.
| #  | Título | Estreno                 |
| -- | --- | ----------------------- |
| 1  | «Romio Inuzuka y Juliet Persia» «Inuzuka Romio to Jurietto Perushia» (犬塚露壬雄とジュリエット・ペルシア)    | 6 de octubre de 2018    |
| 2  | «Juliet y el rosario» «Rozario to Jurietto» (ロザリオとジュリエット)                                         | 13 de octubre de 2018   |
| 3  | «Romio y la princesa Char» «Romio to Sharu-hime» (露壬雄とシャル姫)                                          | 20 de octubre de 2018   |
| 4  | «Romio y Hasuki» «Romio to Hasuki» (露壬雄と蓮季)                                                            | 27 de octubre de 2018   |
| 5  | «Romio y el festival deportivo» «Romio to taiikumatsuri» (露壬雄と体育祭)                                    | 3 de noviembre de 2018  |
| 6  | «Juliet y el festival deportivo» «Jurietto to taiikumatsuri» (ジュリエットと体育祭)                          | 10 de noviembre de 2018 |
| 7  | «Romio y Juliet y el festival deportivo» «Romio to Jurietto to taiikumatsuri» (露壬雄とジュリエットと体育祭) | 17 de noviembre de 2018 |
| 8  | «Romio y los prefectos» «Romio to purifekuto» (露壬雄と監督生)                                               | 24 de noviembre de 2018 |
| 9  | «Romio y Char y el regalo» «Romio to Sharu to purezento» (露壬雄とシャルとプレゼント)                        | 1 de diciembre de 2018  |
| 10 | «Romio y Airu» «Romio to Airu» (露壬雄と藍瑠)                                                                | 8 de diciembre de 2018  |
| 11 | «Romio y Juliet y el cumpleaños» «Romio to Jurietto to tanjōbi» (露壬雄とジュリエットと誕生日)               | 15 de diciembre de 2018 |
| 12 | «Romio y Juliet» «Romio to Jurietto» (露壬雄とジュリエット)                                                  | 22 de diciembre de 2018 |